# قوات أحمد

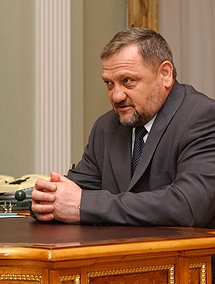
تحمل القوات الشيشانية اسم رئيس البلاد السابق، أحمد قديروف

قوات أحمد، هي قوات شيشانية خاصة مكونة من أربعة كتائب عسكرية (كتيبة أحمد شمال، أحمد جنوب، أحمد شرق، وأحمد غرب) قوامها 10 آلاف جندي، تشارك إلى جانب القوات الروسية في حربها على أوكرانيا.

## التاريخ
في منتصف عام 2022، أعلن الرئيس الشيشاني، رمضان قديروف تأسيس قوات مكونة من أربعة كتائب عسكرية وتبعيتها لوزارة الدفاع الشيشانية، وأشار إلى انضمامها لصفوف وزارة الدفاع الروسية. وأطلق قديروف عليها اسم والده الرئيس السابق، أحمد قديروف. ويرأسها الجنرال آبتي علاء الدينوف، الذي نجا في فبراير عام 2023 من محاولة تسمم عبر تلقيه طرداً مشبوهاً.

## الحرب الروسية الأوكرانية
برز اسم قوات أحمد في الإعلام الدولي، بعد إعلان وزارة الدفاع الروسية توقيع عقد معها بعد يوم واحد من رفض مجموعة فاغنر العسكرية الروسية الخاصة التوقيع على عقد مماثل. وبموجب العقد سيحصل المقاتلون على جميع المزايا والضمانات التي تحصل عليها القوات النظامية الروسية. وتعد قوات أحمد، القوة الوحيدة من خارج روسيا وأوكرانيا المنخرطة في القتال داخل الآراضي الأوركرانية، وشاركت في عدة جبهات في الحرب قبل توقيع الاتفاقية تحت عنوان "المقاتلون المتطوعون".